# Corti di ammiragliato
Le Admiralty courts (in italiano Corti di ammiragliato) erano tribunali speciali istituiti dalla Corona britannica nelle colonie americane nel XVII secolo. Avevano giurisdizione su una varietà di questioni marittime, quali controversie commerciali marittime, casi di pirateria e contrabbando, salvataggi e avarie, diritti marittimi e ammirali.
Le Corti Ammiraglie erano composte da un giudice, nominato dalla Corona, e da una giuria. Le loro procedure si basavano sul diritto marittimo inglese, che era spesso considerato estraneo e ingiusto dai coloni americani.
Le Corti Ammiraglie erano molto criticate dai coloni per diverse ragioni: mancanza di rappresentanza: I coloni non avevano voce nella scelta del giudice o nella giuria, le procedure erano spesso arbitrarie e ingiuste, applicavano il diritto marittimo inglese, che era spesso in conflitto con le leggi e le consuetudini locali ed erano spesso utilizzate per far rispettare le leggi commerciali britanniche, che danneggiavano l'economia coloniale.
Un caso emblematico che illustra le controversie attorno alle Corti Ammiraglie fu il caso James Otis del 1761. Otis, un avvocato americano, si oppose all'uso dei writs of assistance da parte delle Corti Ammiraglie, sostenendo che violavano i diritti dei coloni. Il suo discorso contro i writs of assistance divenne un celebre esempio di resistenza all'oppressione britannica.

## Conseguenze
Le Corti Ammiraglie erano un simbolo del potere imperiale britannico e alimentarono il risentimento dei coloni americani. La controversia attorno a queste corti contribuì a unire i coloni nella loro lotta contro la madrepatria. Furono abolite dopo la Rivoluzione americana. Tuttavia, la loro eredità rimane nella struttura del sistema giudiziario americano, che include ancora tribunali specializzati in questioni marittime.